# Astracantha cymbostegis
Astracantha cymbostegis là một loài thực vật có hoa trong họ Đậu. Loài này được (Bunge) Podl. miêu tả khoa học đầu tiên năm 1983.